# Vincent De Wolf
Vincent De Wolf (Etterbeek, 6 maart 1958) is een Belgisch politicus en burgemeester  voor de liberale MR.

## Levensloop
Vincent De Wolf volgde hoger onderwijs aan de ULB en behaalde er in 1981 een licentie in de rechten, in 1982 een aggregaat in hoger secundair onderwijs en hoger niet-universitair onderwijs en in 1984 een licentie in de criminologie. In 1984 schreef hij zich als advocaat in bij de Balie van Brussel. Hij richtte een eigen kantoor op dat zich specialiseerde in verbintenissenrecht, contractrecht en administratief recht.
Daarnaast was hij van 1980 tot 1982 leerling-assistent en van 1982 tot 2012 assistent in het Romeins recht aan de faculteit rechten en criminologie van de ULB en sinds 2012 is aan dezelfde universiteit lector in het privaatrecht aan de Solvay Brussels School of Economics and Management. 
Begin jaren 1980 werd hij politiek actief voor de toenmalige PRL, de voorloper van de MR. In 1983 werd hij OCMW-raadslid in Etterbeek en in oktober 1988 werd hij er verkozen tot gemeenteraadslid. Begin 1989 trad De Wolf als eerste schepen toe tot het schepencollege, met de bevoegdheden Onderwijs, Personeel en Voogdij over het OCMW. Na het overlijden van burgemeester Léon Defosset in september 1991 volgde De Wolf hem in januari 1992 op als burgemeester van Etterbeek, een functie die hij nog steeds uitoefent.
Van juni 1999 tot december 2024 zetelde De Wolf eveneens in het Brussels Hoofdstedelijk Parlement, waar hij werkte rond veiligheid, huisvesting, mobiliteit en duurzame ontwikkeling. Hij was van 2009 tot 2011 ondervoorzitter van deze assemblee en nadien van 2011 tot 2019 fractievoorzitter voor zijn partij. Na de verkiezingen van mei 2019 werd De Wolf opnieuw ondervoorzitter van het Brussels Parlement, tot aan het einde van zijn parlementaire loopbaan in december 2024. Daarnaast zetelde hij van juni 2014 tot september 2016 in het Parlement van de Franse Gemeenschap. In december 2024 nam De Wolf ontslag als parlementslid na de inwerkingtreding van de integrale decumul van mandaten in het Brussels Gewest, waarbij hij zich op het burgemeesterschap besloot te richten.
De Wolf was voorts van 2008 tot 2014 politiek secretaris van de MR-federatie van Brussel-Hoofdstad en van 2014 tot 2021 nationaal vicevoorzitter van de partij. In 2011 onderhandelde hij als Brussels onderhandelaar van zijn partij mee over het Vlinderakkoord, de zesde staatshervorming van België.